# دوغ نيلي
دوغ نيلي (بالإنجليزية: Doug Neely)‏ هو لاعب كرة قدم أمريكي في مركز الدفاع، ولد في 31 مايو 1965 في غاردين غروفي في الولايات المتحدة. لعب مع لوس أنجلوس لايزرز.